# Душан Попович (ватерполіст)
Душан Попович (15 червня 1970 — 18 листопада 2011) — сербський ватерполіст.
Чемпіон світу з водних видів спорту 1991 року, призер 1998 року.